# بئر بن عجاج (حورة)
'

تعديل مصدري - تعديل

بئر بن عجاج هي إحدى قرى عزلة حوره بمديرية حورة التابعة لمحافظة حضرموت، بلغ تعداد سكانها 34 نسمة حسب تعداد اليمن لعام 2004.